# Pseudoclanis sororia
Pseudoclanis sororia är en fjärilsart som beskrevs av Kernbach 1954. Pseudoclanis sororia ingår i släktet Pseudoclanis och familjen svärmare. Inga underarter finns listade i Catalogue of Life.